# Uiterwaardmos
Uiterwaardmos (Leskea polycarpa) is een mossoort die behoort tot de familie Leskeaceae. Het is inheems in Eurazië en Noord-Amerika.

## Kenmerken
De plantjes zijn klein met dicht vertakte stengels die 2 tot 4 centimeter lang zijn en zich met rhizoïden aan het substraat hechten en vuilgroene tot geelgroene, doffe, losse matten vormen. De takken zijn ongeveer 3 tot 5 millimeter lang en liggen op de grond om op te richten. Lancetvormige paraphyllia zijn schaars. De stengelbladeren, die geleidelijk taps toelopen vanaf een hartvormige basis, steken uit als ze nat zijn en liggen losjes als ze droog zijn. Ze hebben twee plooien aan de basis, zijn 0,8 tot 1,2 millimeter lang, hol en vaak wat asymmetrisch. De sterke bladnerf loopt door tot aan de bladtop. De laminacellen zijn redelijk uniform over het hele bladgebied, kort, ruitvormig tot afgerond en iets langer aan de bladbasis. Op de achterkant van elke cel bevindt zich een papil. Takbladeren zijn vergelijkbaar maar kleiner, 0,5 tot 0,8 millimeter lang.
Het sporenkapsel op de ongeveer 10 millimeter lange seta is cilindrisch, recht of gebogen en rechtopstaand tot licht hellend. Het capsuledeksel is puntig conisch, de kap kapvormig. De fijn gekartelde sporen zijn 12 tot 16 micron groot. De rijpingstijd van de sporen is in mei en juni. De soort vrucht meestal zeer overvloedig.

## Ecologie
De soort is vooral wijdverspreid in de uiterwaarden van stromend water, waar het meestal groeit op de bast van populieren en wilgen, zeldzamer op rotsen.

### Syntaxonomie
Uiterwaardmos is een kensoort van de associatie van riviersterretje en uiterwaardmos (Syntrichio-Leskeetum).

## Verspreiding
Het verspreidingsgebied is de gematigde zone van het noordelijk halfrond met voorkomens in Europa, Azië, Noord-Amerika en Noord-Afrika.